# Сардор Милано
Сардор Милано (настоящее имя — Сардор Ишмухамедов; род. 14 сентября 1991 года, Ташкент, Узбекистан) — узбекский певец. С 2010 года проживал в Москве. Победитель музыкального шоу талантов «Главная сцена» в 2015 году и финалист программы «Голос» в 2016 году на Первом канале. Обладатель голоса диапазоном в три с половиной октавы.

## Биография
Сардор Милано родился 14 сентября 1991 года в Ташкенте. Настоящая фамилия певца из Узбекистана — Ишмухамедов. Родители отношения к музыке не имели: дед, узбекский кинорежиссёр Эльёр Ишмухамедов, отец — преподаватель русского языка в вузе.
Музыкальный талант проявился у него в самом раннем возрасте. С 6 лет Сардор занимался вокалом и выступал в детской шоу-группе «Алладин». Когда юному певцу исполнилось десять лет, ему доверили одну из ведущих ролей в постановке — мюзикле «Остров Мечтаний». Четыре раза мальчик становился лауреатом музыкального фестиваля Umid Yulduzlari в Ташкенте. В 2004 году в возрасте 12 лет принял участие в международном конкурсе «БОЗТОРГАЙ» (Алма-Ата) и стал обладателем высшей премии Гран При. В том же году он стал лауреатом конкурса «Янги авлод». В 12 лет после переезда вместе с родителями в Алма-Ату Сардор выступал в Казахстане на сцене вместе с известными казахстанскими исполнителями (Роза Рымбаева, Бибигуль Тулегенова). В 15 лет произошла ломка голоса. Он замолчал на два года, а потом ему пришлось учиться петь заново. Здесь же окончил театральный колледж по классу фортепиано, готовясь к карьере пианиста. После этого семья вернулась в Ташкент. Получив аттестат о законченном школьном образовании, Сардор в 2010 году отправился в Москву. С первой попытки поступил в Российскую академию музыки имени Гнесиных. Окончил Гнесинскую академию в 2015 году по классу эстрадно-джазового вокала с красным дипломом.

## Профессиональная деятельность
Большое влияние на его музыкальные вкусы оказала бабушка (Милованова), открывшая внуку творчество Аллы Пугачёвой, Святослава Бэлзы и Елены Образцовой, Майкла Джексона и Джорджа Майкла. В 2004 году Сардор Милано получил Гран-при на ялтинском конкурсе «Звёздный Крым», а ещё через год выиграл главный приз фестиваля «Сияние звезд» в Санкт-Петербурге. Ещё в школе (2007) музыкант выпустил свой первый англоязычный сольный альбом под названием All I wish. В 2011 году вышел дебютный клип на песню «Stop». В 2012 году вышел клип на песню «Believe», написанную специально для отборочного тура конкурса «Евровидение», с этой композицией Сардор Милано вышел в финальный тур отбора. Сардор Ишмухамедов был дипломантом международного конкурса исполнителей эстрадной песни «Витебск-2013» (Беларусь), где он выступил в первый день с национальной песней «Хай ёр-ёр», а во второй день исполнил известную песню певца Муслима Магомаева «Верни мне музыку».
В начале 2015 года стартовало российское талант-шоу молодых музыкантов «Главная сцена», где он под руководством Константина Меладзе завоевал главный приз — гастрольный тур по всей стране. В 2015 году певец дал интервью на канале NBC в США и участвовал в творческой встрече в Ташкенте совместно с Сабиной Мустаевой в рамках IV Национальной информационно-библиотечной недели «Infolib-2015» в Национальной библиотеке Узбекистана имени Алишера Навои. В январе 2016 г. в Ташкенте на сцене Дворца искусств «Истиклол» Сардор Милано участвовал в новогоднем мюзикле по мотивам сказки Ханса Кристиана Андерсена «Снежная Королева».
В 2016 году Сардор Милано прошёл кастинг на популярное телешоу «Голос» на Первом канале. 30.09.2016 в эфире Первого канала был показан очередной выпуск «слепых прослушиваний» пятого сезона шоу «Голос», в котором Сардор исполнил арию Керубино из оперы Моцарта «Свадьба Фигаро». Либретто написал Лоренцо да Понте по одноимённой пьесе Бомарше. Стал финалистом этого проекта. В финале он в дуэте с Полиной Гагариной спел композицию Константина Меладзе «Навек». Сардор Милано, Кайрат Примбердиев и другие финалисты и участники проекта «ГОЛОС» вместе с победительницей пятого сезона Дарьей Антонюк стали участниками Первого официального Всероссийского концертного тура по 30 городам России. Далее Сардор стал одним из трех лауреатов музыкального песенного конкурса в Сочи «Новая волна-2017». Сейчас Сардор продолжает писать новые страницы своей творческой биографии. Его жизнь расписана по часам: перелёты, концерты, интервью, запись новых песен и презентация клипов. Сардор Милано поёт неоклассику. Для России это сравнительно новое направление, которое лишь начинает пробивать себе дорогу и приобретать поклонников.

## Личная жизнь
Сардор Милано не женат. Он утверждает, что раньше 30-ти не женится. Любимыми местами отдыха являются кинотеатр «Октябрь», Чистые пруды и Камергерский переулок в Москве. Восстанавливаться от стресса предпочитает в Ташкенте. Однако в настоящее время Сардор находится в США (Флорида), где совершенствует английский язык в Seminole State College и готовит концерт на английском языке.

## Дискография
Студийные альбомы
- 2007 — All I wish
- 2015 — Victoria — Single (Gamma Music)
- 2015 — Grazie
- 2016 — В небо
- 2017 — Время сказать

## Участие в конкурсах
- 2013 — Конкурс исполнителей эстрадной песни «Витебск-2013» (Белоруссия), дипломант.
- 2015 — Х-фактор. Главная сцена (Москва), победитель.
- 2016 — Голос (телешоу, Россия), сезон 5, финалист.
- 2017 — Конкурс молодых исполнителей эстрадной песни «Новая волна — 2017» (Сочи, Россия), лауреат.